# Claus Thomsen
Claus Thomsen (født 31. maj 1970 i Aarhus) er en dansk tidligere professionel fodboldspiller, som spillede for klubberne AGF, Ipswich Town F.C. (England), Everton (England), AB og VfL Wolfsburg (Tyskland), samt en række kampe for det danske landshold.

## Karriere
Claus Thomsen startede sin karriere som professionel fodboldspiller i AGF i 1989. I AGF nåede han at spille 120 kampe og score 21 mål fra 1989-1994. I 1994 skiftede Claus Thomsen til engelsk fodbold, og Ipswich Town, for omkring 2.5 mio kr. I Ipswich nåede han at spille 3 succesfulde sæsoner, fra 1994 til 1997, og spille 81 kampe og score 7 mål. I 1997-1998-sæsonen købte Everton Claus Thomsen for omkring 10 mio kr. Han spillede 24 kampe for Everton, og scorede et enkelt mål. Efter et ikke så succesfuldt ophold i Everton, købte den danske klub AB ham tilbage til dansk fodbold for omkring 5.5 mio kr. Her nåede han at spille 20 kampe og score 2 mål på et halvt år. Han gjorde det så godt at Wolfsburg blev interesseret i ham. Han spillede for Wolfsburg i 3 sæsoner, fra 2000 til 2002. Han spillede 54 kampe og scorede 3 mål, og var en overgang anfører for den tyske klub. Efter en del skader, måtte han stoppe sin karriere allerede som 32-årig.
Claus Thomsen nåede også at blive landsholdspiller. Efter 18 kampe og 3 mål for det danske U21-landshold, udtog Richard Møller-Nielsen ham til det rigtige A-landshold, hvor han nåede at spille 20 kampe og et EM. Han stoppede på landsholdet i 1999, før EM-slutrunden i Holland/Belgien i 2000.